# Almolonga
Der Almolonga ist ein 3197 Meter hoher andesitischer Schichtvulkan in Guatemala mit einer Zentralcaldera mit einem Durchmesser von 3,3 Kilometern. Der Krater Cerro Quemada ist der jüngste historisch aktive Domkomplex. Beim Zusammenbruch dieses Doms vor 1200 Jahren entstanden Schuttlawinen mit einem geschätzten Volumen von 13 Millionen Kubikmetern, welche durch das Westtal bis an die Flanken des benachbarten Vulkans Siete Orejas flossen. Zudem wurde Lava im Umfang von mindestens 20 Millionen Kubikmetern ausgestoßen. Beim letzten Ausbruch im Jahre 1818 entstand ein 2,5 Kilometer langer Lavastrom. Historische Aufzeichnungen belegen eine weitere explosive Eruption vom 24. bis 25. Oktober 1765. Heiße Quellen befinden sich an der Nord- und Ost-Flanke des Cerro Quemada und an der Südost-Flanke findet ein geothermisches Forschungsprojekt statt.